# Trinidad and Tobago Electricity Commission Sports Club
 (février 2025).
Si vous disposez d'ouvrages ou d'articles de référence ou si vous connaissez des sites web de qualité traitant du thème abordé ici, merci de compléter l'article en donnant les références utiles à sa vérifiabilité et en les liant à la section « Notes et références ».
 (février 2025).
Maillots
Dernière mise à jour : 25 novembre 2012.
Le Trinidad & Tobago Electricity Commission Sports Club ou T&TEC Sports Club est un club professionnel de football basé à San Fernando à Trinidad-et-Tobago.
Il évolue actuellement au sein de la TT Pro League, le championnat élite de Trinidad-et-Tobago.

## Historique
En mai 2012, la Trinidad & Tobago Electricity Commission annonce de sévères coupes budgétaires pour le club en raison de problèmes financiers.

## Résultats
| Saison    | Division | Ligue         | Championnat | Coupe           |
| --------- | -------- | ------------- | ----------- | --------------- |
| 2011-2012 | 1        | TT Pro League | 2e/8        | finale          |
| 2012-2013 | 1        | TT Pro League | /8          | quart de finale |